# Coenonympha theodora
Coenonympha theodora är en fjärilsart som beskrevs av Zusanek 1925. Coenonympha theodora ingår i släktet Coenonympha och familjen praktfjärilar. Inga underarter finns listade i Catalogue of Life.